# See You at the Pillar
See You at the Pillar ist ein Dokumentar-Kurzfilm von Robert Fitchett aus dem Jahr 1967.

## Inhalt und Hintergrund
In einer Mischung aus zeitgenössischem Filmmaterial, Irish-Folk-Musik und Zitaten von früheren Bewohnern sowie von Schriftstellern wie George Bernard Shaw, Oscar Wilde und Brendan Behan erfolgt eine kurze Darstellung über Dublin. Diese Erzählung erfolgt in einem Gespräch zwischen Anthony Quayle und Norman Rodway.
Robert Fitchett produzierte den Film für Associated British-Pathé mit Unterstützung des Tabakindustrieunternehmens P.J. Carroll & Co.

## Auszeichnungen
Robert Fitchett wurde für den Film bei der Oscarverleihung 1968 für den Oscar für den besten Dokumentar-Kurzfilm nominiert.